# Slag om Boulogne
De Slag om Boulogne was een slag van de haven en stad van Boulogne-sur-Mer tijdens de Duitse Blitzkrieg die het noorden van Frankrijk veroverde in 1940. Het was dezelfde periode als die van de Belegering van Calais en werd direct voorafgegaan door Operatie Dynamo, de evacuatie van het Britse expeditieleger vanuit Duinkerke.

## Achtergrond
Boulogne-sur-mer - samen met Calais, Duinkerken en Dieppe - was een van de kanaalhavens op de Franse kant op het smalste deel van Het Kanaal. Gedurende de schemeroorlog, werd de British Expeditionary Force (BEF) meer vanuit het westen bevoorraad, zoals Le Havre en Cherbourg, maar de kanaalhavens werden gebruikt voor communicatie en troepenrotaties.
Na de start van de Slag om Frankrijk en de daaropvolgende terugtrekking van het BEF vanuit België naar het noorden van Frankrijk, werd het duidelijk dat er minder logistieke troepen nodig waren omdat communicatielijnen steeds krompen. De Britten begonnen aan de terugtrekking van de overtollige manschappen vanuit Boulogne en Calais.
Op 17 mei verplaatste Generaal Douglas Brownrigg, de Adjudant-Generaal van het BEF de Generale Hoofdkwartieren van Arras naar het schijnbaar veilige Boulogne, zonder zijn Franse Liaisonofficieren in te lichten. Dit deed er geen goed aan om de groeiende kloof tussen de geallieerden te sluiten. Om Boulogne tegen luchtaanvallen te beschermen, werden er luchtafweergeschut en zoeklichten geplaatst die vanuit Engeland op 20 mei arriveerden.
Omdat het een haven was viel de verantwoordelijkheid van de verdediging bij de Franse Marine die sommige 19e-eeuwse forten bemande die de haven moesten beschermen. Het garnizoen stond onder bevel van Commandant Dutfoy de Mont de Benque. In de vroege ochtend van 21 mei, gaf hij het maritiem garnizoen het bevel om terug te trekken achter de middeleeuwse muren van Haute Ville of "Oude Stad". Na het horen van alarmerende rapporten over het naderen van een groots Duits leger, gaf hij toen het bevel om de kustartillerie onklaar te maken en richtte zich dan naar de haven voor de evacuatie. Nog voor het bevel werd teruggeroepen door Admiraal François Darlan, waren Dutfoy en het meeste van zijn garnizoen al vertrokken. Zo bleven veel van de grote kanonnen onbruikbaar achter.

## Inleiding

### Inzetten van de troepen
Een deel van het 20e Guards Brigade bestaande uit twee bataljons, de Welsh Guards en Irish Guards was op 21 mei in training in Camberley, wanneer ze bevel kregen om naar Frankrijk te schepen onder het commando van Brigadier William Fox-Pitt. Samen met de Brigade Anti-Tank Company en een batterij van het 69ste Anti-Tank Regimemt, Royal Artillery. Ze arriveerden aan boord van 3 koopvaardijschepen en de torpedobootjager HMS Vimy in Boulogne in de morgen van 22 mei onder escorte van de torpedobootjagers HMS Whisted en de HMS Vimiera.
De Franse 21ste infanteriedivisie onder leiding van Generaal Pierre Louis Félix Lanquetot had de opdracht de linie een 15 km ten zuiden van de stad te houden, waar op dat moment al 3 bataljons geplaatst waren. Verdere Britse versterkingen waaronder een regiment van cruiser tanks, werden de volgende dag vanuit Calais verwacht.
Fox-Pitt plaatste zijn manschappen rond de randen van de stad, De Irish Guards hielden de rechterflank en de Welsh Guards de linker. Er waren ook reeds wegblokkades geplaatst door de Royal Engineers en anti-aircraftpersoneel was ingezet langs de wegen vanuit het zuiden van de stad. Verder waren er ook een 1500 meest ongetrainde mannen van het Auxiliary Military Pioneer Corps (AMPC) die samen met Franse en Belgische trainingseenheden in de stad wachtten op evacuatie. Sommigen van hen waren van geen enkel militair nut.

## Slag

### Duitse aanval

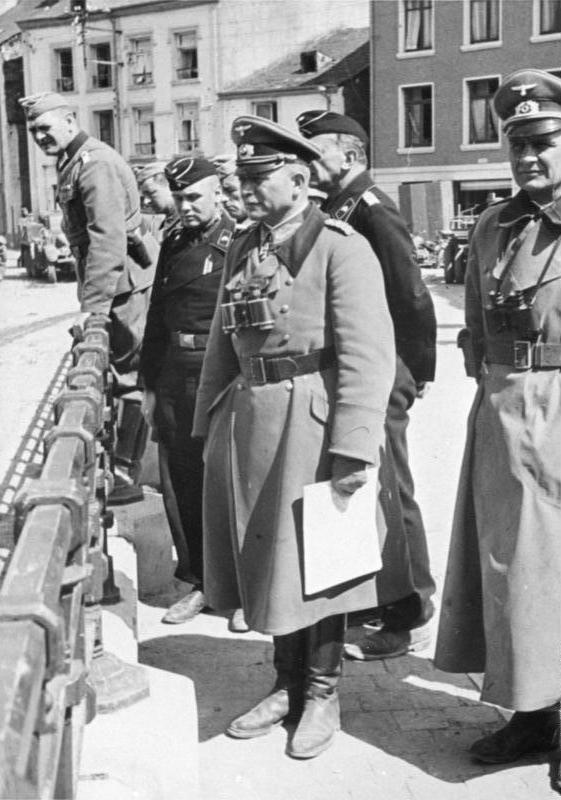
General Guderian gedurende de Slag om Frankrijk

Guderian had besloten dat de Duitse aanval op Boulogne zou worden uitgevoerd door 2 Panzerdivisies onder het bevel van Luitenant-generaal Rudolf Veiel. Hij deelde de divisie op in twee colonnes, de een die rond de stad omging en aanviel via het noorden. De andere viel pas aan in de late namiddag op 22 mei, wanneer ze oog in oog stonden met hoofdkwartier company van het 45e infanterieregiment, de enige troepen van de 21e divisie die daadwerkelijk was aangekomen tussen de Duitsers en Boulogne. Het kleine Franse leger dat bestond uit griffiers, chauffeurs en signaalgevers, stelde twee 75 mm veldkanonnen en twee 25 mm antitankkanonnen op om het kruispunt bij Nesles te verdedigen waar we Duitsers voor bijna twee uur konden ophouden tot ze werden ingesloten.
Diezelfde colonne kwam diezelfde avond aan in de buitenwijken van Boulogne en startte met het beschieten en indringen van de Irish Guards in het zuiden van de stad. In de vroege uren van de volgende morgen werden de gevechten heviger, wanneer de Duitsers de positie van de Welsh Guards aanvielen langs de kust in het noordoosten. Generaal Brownrigg, die Fox-Pitt's enige communicatielink was met Engeland, evacueerde zichzelf samen met zijn staf om 3h00 op de torpedobootjager HMS Verity, zonder de Guards te verwittigen.
Rond 4h00 kreeg Fox-Pitt de informatie dat de Franse 21e Divisie teruggevallen van hun blokkade na de gepantserde aanval. Een deel van de divisie kwam nog steeds aan via de trein maar werd beschoten met machinegeweren van de Duitse tanks.
Wanneer het gevecht vorderde, ontstond er een kloof tussen de twee Guard bataljons, waardoor 800 AMPC troepen naar de breuk snelden, 150 werden ter ondersteuning gestuurd naar de Welshmen. Rond 10h00 dreef een Duitse aanval in het zuiden de Irish Guard terug de stad in.
's Middags arriveerde de HMS Vimy met een maritieme ontmanteling en kustgroep (codenaam "Force Buttercup") en startte met de evacuatie van de gewonden en AMPC. Orders werden gegeven aan de Guards dat Boulogne te allen koste moest behouden worden, doordat radiocontact verloren gegaan was eerder in de dag.
In de middag was er een pauze in de gevechten die de voorbode was voor de komst van een zware Luftwaffe luchtaanval, die voor een deel verstoord werd door de Spitfires van de Royal Air Force van het 92 Squadron.
Echter, de commandanten van de twee Britse torpedobootjagers stierven door bomsplinters en twee Franse torpedobootjagers werden geraakt door Stuka duikbommenwerpers, Frondeur werd uitgeschakeld en de Orage werd opzettelijk tot zinken gebracht zodat deze niet in vijandelijke handen zou vallen.

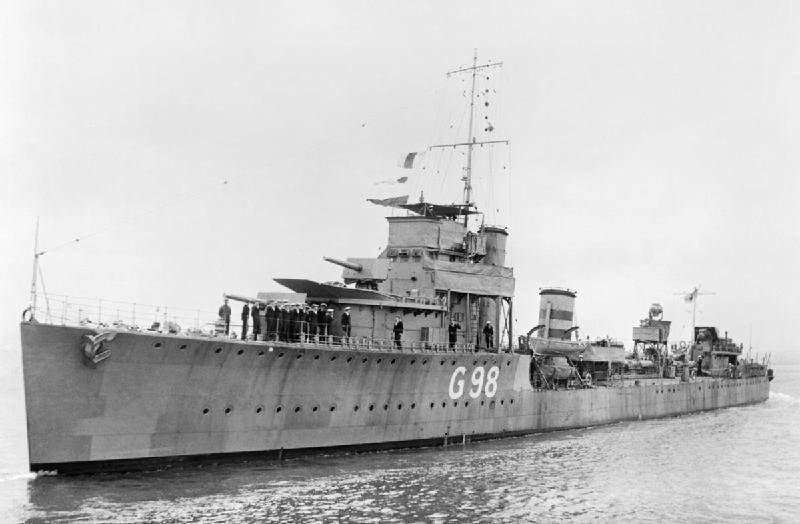
HMS Venomous, een van de Britse torpedobootjagers uit de Eerste Wereldoorlog gebruikt bij de evacuatie

### Britse evacuatie
Kort voor de luchtaanval had de torpedobootjager HMS Keith aangemeerd in de haven en was begonnen met het inschepen van de AMPC troepen. Net voor 18h00 had HMS Keith de opdracht gekregen voor een volledige evacuatie van de Britse Troepen, vijf waren ofwel onderweg of lagen net voor Boulogne ondersteuning te geven aan de troepen in de stad. Fox-Pitt besloot om verder te gaan met de evacuatie van de AMPC terwijl de Guards zich al vechtend terugtrokken in de haven. De HMS Vimiera en HMS Whitsted vervingen de HMS Vimy en KMS Keith en scheepten de meeste van de Welsh Guards in.

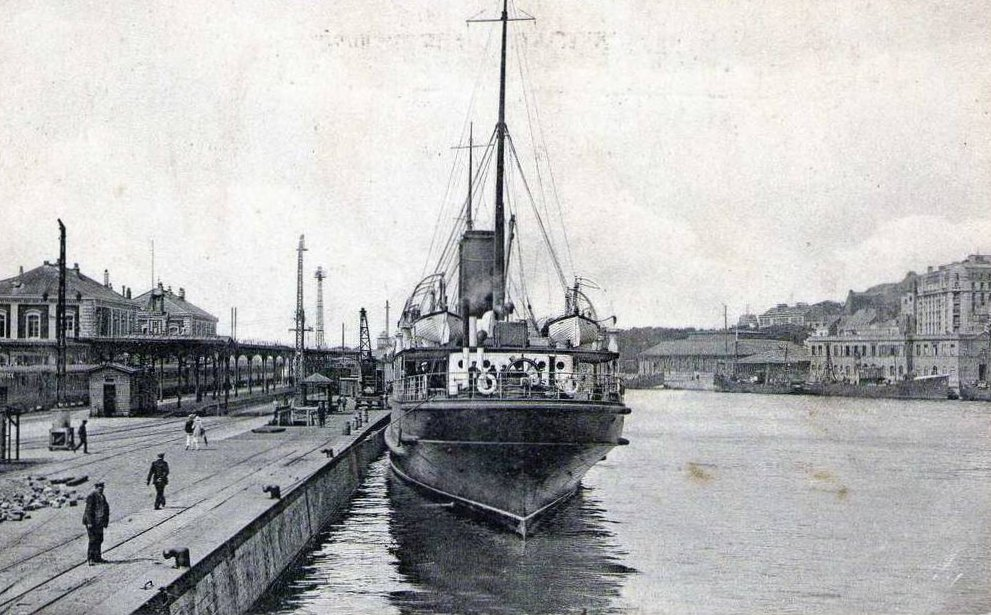
Een vooroorlogse foto van de Gare Maritime in Boulogne, waarop de kaai te zien is die gebruikt werd door Britse torpedobootjagers tijdens de evacuatie

HMS Venomous en HMS Wild Swan arriveerden en startten met het inschepen van "Force Buttercup" en de Irish Guards. De Duitsers hadden een positie ingenomen die het overzicht had over de haven, en namen de Guards en de schepen zwaar onder vuur. Ze gebruikten hierbij alle wapens die ze hadden om het Duits vuur te onderdrukken.
Op een bepaald punt kwamen de Duitse tanks aan de kaaizijde maar werden efficiënt uitgeschakeld door de 4.7 inch kanonnen van de HMS Venomous. Ooggetuigen zagen een tank, die geraakt werd door een huls van het scheepsgeschut, steeds over kop gaan, zoals een vat dat van een berg viel.
Duitse veldkanonnen namen stelling in over de haven, op het moment dat de HMS Venetia in de nauwe toegangsgeul was, en herhaaldelijk werd geraakt en in lichterlaaie stond maar nog wel wist terug te keren en zo konden ook HMS Venoumous en HMS Wild Swan achterwaarts ontsnappen.
Na het vallen van de nacht arriveerde HSM Windsor en kon verdergegaan worden met het inschepen. Wanneer deze de haven verliet gaf ze het signaal dat er nog steeds Britse troepen moesten geëvacueerd worden, en zo werd HMS Vimiera ingezet voor een tweede evacuatie en arriveerde om 1h30 de volgende morgen. Op het eerste gezicht leek de kaai verlaten, de kapitein riep via een megafoon en vond een grote groep van manschappen die op hun evacuatie wachtten, verscholen in elke mogelijke beschikbare ruimte. Wanneer ze in Dover aankwam om 4h00, scheepte 1400 man uit. Ongeveer een 200 Welsh Guardsmen bleven achter nadat ze foutief geïnformeerd waren dat de evacuatie was afgelopen en waagden een uitbraakpoging via het noordoosten.

#### Vermoedelijk aantal geëvacueerden
- Keith: 180
- Vimy: 150
- Whitshed: 580
- Vimiera: 1,955 (in twee overzetten)
- Wild Swan: 400
- Windsor: 600
- Venomous: 500

Een totaal van ongeveer 4,365 inclusief sommige Belgische en Franse manschappen.

### Franse laatste stand

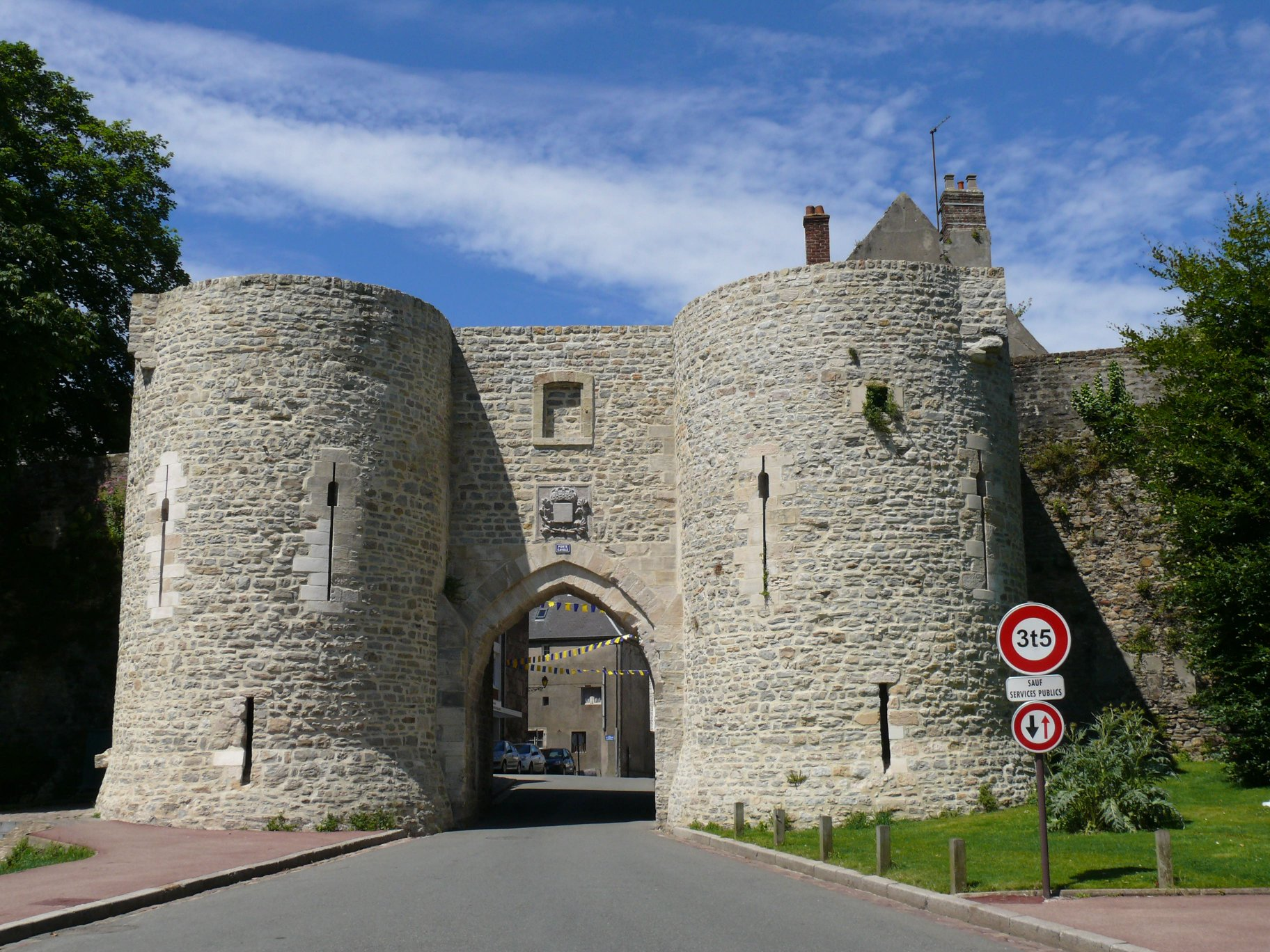
Een van de poorten van de middeleeuwse stadsmuren, krachtig verdedigd door Languetots geïmproviseerde leger

Generaal Lanquetot had zijn hoofdkwartier gevestigd binnen de middeleeuwse muren van de Haute Ville("Oude stad"), ook wel "De Citadel" genoemd, wachtend op de komst van de troepen van de 23 Divisie. Wanneer hij ontdekte dat het noodlot op zijn divisie gevallen was, mobiliseerde hij zijn overgebleven troepen om de stad zo goed als ze konden te verdedigen. Wanneer Brigadier Fox-Pitt arriveerde met de order tot evacuatie was er geen mogelijkheid om met Generaal Lanquetot te communiceren.
Op de avond van 24 mei, hadden de Duitsers twee aanvallen gelanceerd op de stadsmuren een om 18h00 en een om 20h00. De aanvallen werden afgeslagen en rapporten toonden aan dat sommige tanks vernietigd werden. De Franse Marine gaf ondersteunend vuur, echter, de torpedoboot Fougueux en de destroyer Chacal werden beschadigd door de Luftwaffe. Chacal werd later door Duitse artillerie tot zinken gebracht. Gedurende de nacht probeerden een 100-tal Franse soldaten uit te breken richting Duinkerken maar faalden.
Op 25 mei bij dageraad, vielen de Duitsers opnieuw de muur aan met ladders, granaten en vlammenwerpers, ondersteund door 88 mm kanonnen. Lanquetot gaf zichzelf om 8h30 over aan Kolonel van Vaerts en werd naar Guderian gebracht, die hem feliciteerde voor zijn verdediging.
Ondertussen had Majoor J C Windsor Lewis, die het bevel had over No 4 Company 2de Welsh Guards, over een grote groep achterblijvers, die tevergeefs wachtten op redding in loodsen aan de kade. Naast Guardsmen van beide bataljons waren er ook 120 Franse infanteristen, 200 AMPC, 120 Royal Engineers en 150 burgervluchtelingen. De meeste van de Pioniers waren ongewapend. Wanneer de loodsen onder zwaar Duits vuur kwamen te staan, verplaatste Windsor Lewis de groep naar de Gare Maritime (het station van de haven) en maakte een barricade van zandzakken. Op de avond van 24 mei, onder rechtstreeks vuur van tanken en machinegeweren, stopte ze een Duitse aanvals-groep dat de kaai bereikt had via een boot. Zonder eten en met weinig munitie en het besef dat er geen evacuatie meer ging plaatsvinden, gingen ze over tot de overgave op 25 mei om 13u00.
De Duitsers namen in totaal 5000 geallieerde manschappen gevangen in Boulogne, de meeste hiervan waren Frans.

## Nasleep
Wanneer Fox-Pitt zich terugtrok in de haven op de morgen van 23 mei, had Lanquetot zijn meerdere meegedeeld dat de Britten zich overhaast hadden teruggetrokken, misschien niet bewust hoe hevig de terugtrekking werd uitgevochten. Wat de zaak erger maakte was dat Fox-Pitt niet meer in de mogelijkheid was om met de Fransen te communiceren toen hij de orders tot evacuatie ontving, en niet in staat was om hen mee te nemen zoals het in zijn orders stond. De Franse klachten over de desertie van de Britten in Boulogne heeft waarschijnlijk bijgedragen tot de beslissing van Churchill om Calais niet te evacueren, waar het Britse garnizoen het bevel kreeg om te blijven vechten tot het einde.
Britse historici hebben de neiging om de vertraging van Guderians korps richting de perimeter van Duinkerke te benadrukken; de officiële geschiedenis van de oorlog op zee stelt dat de verdediging van Boulogne " ongetwijfeld bijgedragen heeft tot dat doel". Het was echter Hitlers beroemde "Halt Order" dat de geallieerden voldoende tijd voor de evacuatie gaf, hoewel geen enkele deelnemer in Boulogne dit kon voorzien.